# Henk Houwaart
Hendrik (Henk) Houwaart (Den Haag, 31 augustus 1945) is een voormalig Nederlands voetballer en voetbaltrainer, die voornamelijk in België actief was.

## Loopbaan als voetballer
Houwaart was destijds een voetballer met een uitstekende technische bagage en een ruime actieradius, kwaliteiten die hem toelieten zowel in een aanvallende als een meer defensieve rol op het middenveld tot zijn recht te komen. Bij ADO Den Haag, dat hem bij de amateurs van Oranjeplein had ontdekt, was het Ernst Happel die de straatjongen uit de Schilderswijk tot een gedisciplineerde voetballer kneedde. In 1967 speelde hij met ADO als San Francisco Gales in de Verenigde Staten. Hierna ging Houwaart in een transfer naar FC Twente, later in een selectie voor de Nederlandse nationale ploeg. Dat het voor Houwaart bij één wedstrijd met Oranje bleef, Nederland - Tsjechoslowakije (2-0) op 16 april 1969 in de Rotterdamse Kuip, had te maken met de te zware concurrentie van vooral Feyenoord-kapitein Wim Jansen. Maar vooral zijn transfer naar Club Brugge in de zomer van ‘69 haalde hem uit beeld bij de bondscoaches. Dat overkwam trouwens ook zijn generatiegenoten Rob Rensenbrink, Nico Rijnders, Wietse Veenstra en Ruud Geels.
Op zijn 30e vertrok hij naar Antwerp FC, waar coach Guy Thys hem tot draaischijf van het middenveld wilde promoveren. In oktober 1975, in de europacupwedstrijd tegen het Poolse Slask Wroclaw scheurde hij de kruisbanden bij het scoren van zijn allerlaatste doelpunt. Na een maandenlange revalidatie moest Houwaart zich erbij neerleggen dat voetbal op topniveau verleden tijd was.

## Loopbaan als trainer
Houwaart schakelde in no time over op het trainersvak. Bij SK Roeselare en Eendracht Aalst leerde Houwaart de stiel. In 1979 kreeg hij de opdracht het uit eerste klasse gezakte KV Kortrijk zo snel mogelijk weer bij de elite te brengen, tien maanden later ging hij in het Guldensporenstadion triomfantelijk op de schouders. Houwaart zou nog drie seizoenen bij de Kerels blijven, waarna Cercle Brugge hem in 1983 naar Olympia haalde.
Cercle presteerde goed en mocht halverwege de competitie van Europees voetbal dromen. Hij werd echter net voor de laatste derby ontslagen toen bleek dat hij voor het volgende seizoen al voor Club Brugge had getekend.
Zijn bewind bij Club Brugge duurde uiteindelijk vijf seizoenen, een periode waarin Club na enkele moeilijke jaren opnieuw aanknoopte met de successen van weleer. Het bruisende champagnevoetbal dat het team opdiste, leverde in 1986 de Belgische beker op na finalewinst tegen stadsgenoot Cercle, maar op de titel moest Club (na verloren barragewedstrijden tegen Anderlecht) nog twee jaar langer wachten. Het seizoen ’87-’88 werd een memorabele campagne, met Europese mirakelzeges tegen o.a. Rode Ster Belgrado en Borussia Dortmund. In de halve finales van de Uefa-beker sneuvelde Club bij Espanyol Barcelona, maar enkele weken later pakte het na acht jaar onderbreking nog eens de Belgische kroon. Het hoogtepunt uit de trainersloopbaan van Houwaart, die vervolgens in zijn vijfde jaar bij Club niet kon verhinderen dat het team fors terugviel.
Zijn ex-club KV Kortrijk haalde hem terug maar dat draaide op niets uit en een vlucht uit België bleek de beste oplossing. In Griekenland werkte hij bij Xanthi en Ethnikos in de luwte, tot de batterijen weer voldoende waren opgeladen voor een terugkeer naar België in 1991. Net als acht jaar eerder dacht Cercle Brugge aan hem om Han Grijzenhout af te lossen. Houwaart bleef iets meer dan twee seizoenen bij groen-zwart, beleefde er nog een aantal mooie jaren, met Josip Weber als exponent, maar werd er na een zwakke competitiestart in november ’93 doorgestuurd, om enkele maanden later een vergeefse poging te ondernemen om bij SV Waregem het zinkende schip drijvende te houden.
In de zomer van ’94 ging Houwaart bij tweedeklasser RC Harelbeke aan de slag. Eén jaar later promoveerden de “Ratten” naar de topreeks, waar Houwaart de ploeg uitbouwde tot wat een stabiele eersteklasser leek. In 2000 stapte hij over naar KAA Gent. In het Ottenstadion zat Houwaart vanaf dag één in de hoek waar de klappen vielen, de schaduw van het monument Trond Sollied verdrijven bleek een onmogelijke opgave. Een Europese rammeling tegen Ajax leidde tot een voortijdig ontslag en een nieuwe sabbatperiode in Zuid-Europa, nu bij Omonia Nicosia op Cyprus. Maar in 2002 was Houwaart coach van Antwerp FC. Daar bleef hij één seizoen en vertrok dan terug richting Cyprus om er AEL Limassol en Omonia Nicosia te trainen.
In november 2006 werd hij aangesteld als trainer van Sint-Truidense VV. In april 2007 werd hij er ontslagen. In de zomer van 2007 werd hij opnieuw trainer op Cyprus, bij Aris Limassol. Hij nam ontslag in november 2007. Houwaart keerde terug naar België en ging er, als vriendendienst, eersteprovincialer Knokke FC trainen. Op 27 april 2008 verloor hij zijn zoon Henkie Houwaart aan botkanker, terwijl hij zelf geopereerd moest worden aan zijn knie, waar een virusinfectie in zat. Deze persoonlijke nederlagen dwongen hem zijn functie bij Knokke FC op te geven. Hij keerde echter terug en nam, wederom onbezoldigd, eersteprovincialer Club Roeselare onder zijn hoede.

In oktober 2013 werd Houwaart aangesteld als trainer van Standaard Wetteren; dat in 2015 opging in RFC Wetteren. In september 2015 diende hij om praktische en familiale redenen zijn ontslag in bij RFC Wetteren. Hij ging aan de slag bij KSKV Zwevezele, waarmee hij promoveerde naar eerste provinciale.